# Західнофламандська Вікіпедія
Західнофламандська Вікіпедія — розділ Вікіпедії західнофламандською групою діалектів. Створена у 2006 році. Західнофламандська Вікіпедія станом на 26 березня 2025 року містить 8090 статей, 28 726 зареєстрованих користувачів, 29 активних дописувачів, 4 адміністраторів
. Загальна кількість сторінок в західнофламандській Вікіпедії — 22 175, редагувань — 321 240, завантажених файлів — 348
. Глибина (рівень розвитку мовного розділу) західнофламандської Вікіпедії середня і становить 43.9 пунктів
. 

## Історія
- Липень 2006 — створена 100-та стаття[3].
- Грудень 2006 — створена 1 000-на стаття[3].
- Вересень 2014 — створена 5 000-на стаття[4].